# Barking (album)
Barking è l'ottavo album in studio del gruppo musicale britannico Underworld, pubblicato il 2 settembre 2010.

## Tracce
Testi e musiche di Karl Hyde e Rick Smith, eccetto dove indicato.
1. Bird 1 – 6:51
2. Always Loved a Film – 6:52
3. Scribble – 6:58 (Hyde, Smith, Lincoln Barrett)
4. Hamburg Hotel – 5:18
5. Grace – 5:11
6. Between Stars – 6:06 (Hyde, Smith, Darren Price)
7. Diamond Jigsaw – 5:36
8. Moon in Water – 5:42 (Hyde, Smith, Barrett)
9. Louisiana – 5:05